# SSE3
De SSE3 uitbreiding op de IA-32 SSE2 instructieset is door Intel ontwikkeld en begin 2004 voor het eerst gebruikt in de Prescott herziening van de Pentium 4 processor van dit bedrijf. AMD introduceerde later een subset van SSE3 in revisie E (Venetië en San Diego) van hun Athlon processoren.
De meest opvallende verandering ten opzichte van SSE2 is de mogelijkheid om horizontaal te werken in een register, in tegenstelling tot de strikt verticale werking van alle voorgaande SSE-instructies. Instructies om op te tellen en af te trekken van meerdere waarden die zijn opgeslagen in een enkel register zijn toegevoegd. Deze instructies vereenvoudigen de uitvoering van een aantal DSP en 3D operaties.

## Processoren met SSE3
- Intel:
  - Celeron D
  - Celeron 420, 430 en 440
  - Celeron Dual Core
  - Pentium 4 (sinds Prescott)
  - Pentium D
  - Pentium Dual-Core
  - Pentium Extreme Edition (niet Pentium 4 Extreme Edition)
  - Intel Core Duo
  - Intel Core Solo
  - Intel Core 2 Solo
  - Intel Core 2 Duo
  - Intel Core 2 Extreme
  - Intel Core 2 Quad
  - Xeon (sinds Nocona)
  - Atom
  - Intel Core i3
  - Intel Core i5
  - Intel Core i7
- AMD:
  - Athlon 64 (vanaf de Venice Stepping E3 en de San Diego Stepping E4)
  - Athlon 64 X2
  - Opteron (sinds Stepping E4)
  - Sempron (sinds Palermo Stepping E3)
  - Phenom
  - Phenom II
  - Athlon II
  - Turion 64
  - Turion 64 X2
- VIA Technologies:
  - VIA C7
  - VIA Nano
- Transmeta
  - Efficeon TM88xx (niet modelserie TM86xx)